# پینن
پینن (به انگلیسی: Pinene) با فرمول شیمیایی C۱۰H۱۶ یک ترکیب شیمیایی است. که جرم مولی آن 136.24 g/mol می‌باشد. شکل ظاهری این ترکیب، مایع است.